# Publius Mucius Scaevola (consul in 133 v.Chr.)
Publius Mucius Scaevola (Latijn: P. Mucius P. f. Q. n. Scaevola) was een Romeins politicus uit de 2e eeuw v.Chr.
Hij was tribunus plebis in 141 v.Chr. en liet een plebiscitum stemmen over de vraag of Lucius Hostilius Tubulus wegens omkoperij voor het gerecht gedaagd moest worden.
In 136 v.Chr. werd hij praetor. In deze hoedanigheid verdedigde hij de stelling dat Gaius Hostilius Mancinus zijn Romeinse burgerrechten moest worden ontnomen en deze niet kon terugkrijgen wegens zijn - weliswaar niet aanvaarde - overgave aan de Numidiërs. Mogelijk veroordeelde hij in datzelfde jaar ook als iudex (rechter) een mimus, die Lucius Accius publiekelijk had beledigd.
Hij was consul in 133 v.Chr. samen met Lucius Calpurnius Piso Frugi, toen Tiberius Sempronius Gracchus tribunus plebis was en hij er van werd verdacht diens plannen te ondersteunen. Hoewel hij zich verzette tegen een gewelddadige reactie teneinde de herverkiezing van Tiberius Gracchus te voorkomen, schaarde hij zich na de moord op Gracchus aan de kant van de optimates en nam hij zelfs de verdediging van diens moordenaars op zich. Hij was de Cornelii Scipiones weinig genegen, waarover de satiredichter Lucilius hem in zijn gedichten hard aanvalt.
Waarschijnlijk ontnam hij aan de pontifex maximus het recht om de Annales bij te houden, daar die slechts tot aan zijn tijd liepen. Dit terwijl hij deze waardigheid sinds 130 v.Chr. zelf bekleedde - in opvolging van zijn broer Publius Licinius Crassus Dives Mucianus.
Zijn buitengewone kennis van het Romeinse recht, gepaard met een groot redenaarstalent, verschafte hem onder de rechtsgeleerden van zijn tijd een voorname plaats. Hijzelf stelde rechtskennis voor een pontifex maximus ten zeerste op prijs.